# Tijgerwinterkoning
De tijgerwinterkoning (Campylorhynchus zonatus) is een zangvogel uit de familie Troglodytidae (winterkoningen).

## Verspreiding en leefgebied
Deze soort telt 8 ondersoorten:
- C. z. zonatus: het oostelijke deel van Centraal-Mexico.
- C. z. restrictus: Veracruz en Oaxaca (zuidelijk Mexico), Guatemala en Belize.
- C. z. vulcanius: van Chiapas (zuidelijk Mexico) tot Nicaragua.
- C. z. costaricensis: van oostelijk Costa Rica tot westelijk Panama.
- C. z. panamensis: het westelijke deel van Centraal-Panama.
- C. z. brevirostris: van noordwestelijk Colombia tot noordwestelijk Ecuador.
- C. z. curvirostris: Santa Martagebergte (noordelijk Colombia).
- C. z. imparilis: laaglanden van noordelijk Colombia.